# Silvio Moretti
Silvio Moretti (Comero, 1772 – Brno, 1832) è stato un patriota italiano.
Presbitero, rinunciò all'abito talare e si arruolò nelle milizie francofile di Brescia. Divenuto colonnello del Regno Italico, nel 1814 organizzò un tentativo di scacciare gli Austro-Ungarici dal Norditalia e fondarvi uno stato indipendente a carattere monarchico.
Catturato per delazione, fu costretto in carcere sino al 1818. Uscito di galera entrò in sette simili alla Carboneria e fu nuovamente arrestato (1822).
Il tribunale lo condannò alla detenzione nella celebre fortezza dello Spielberg fino al 1837, ma Moretti vi spirò nel 1832.